# Niedawno
Niedawno – piętnasty singel zespołu Lady Pank. Utwór pochodzący z tego singla znalazł się później tylko na kompilacji różnych wykonawców Hit za hitem (hity '98) oraz jako bonus na wydanym w 2007 roku zestawie Lady Pank – Box 13 CD.
Utwór ten został skomponowany przez Jana Borysewicza do napisanego wcześniej tekstu Jacka Skubikowskiego. Wydawnictwo ukazało się tuż przed wyborami do Sejmu w 1997 roku. Kompozycja ta stała się stała się hymnem wyborczym Unii Wolności. W mediach utwór oprócz tytułu znajdującego się na singlu był lansowany jako: „Jest taki kraj” oraz „Moje sny”. Należy jednak wspomnieć, że zespół nigdy nie angażował się w politykę, a kompozycja powstała wyłącznie na prośbę przyjaciela zespołu Jacka Skubikowskiego. Utwór został nagrany w kilku podobnych wersjach. Różnice dotyczą głównie końcówki utworu. W warstwie tekstowej w dłuższej wersji tekst ma jedną zwrotkę więcej. W nagraniu chórków wziął udział Dariusz „Tiger” Michalczewski. Nagranie zostało zrealizowane w lubelskim studio „Hendrix”. Na potrzeby programu telewizyjnego „On czyli kto” została też zarejestrowana wersja w której Dariusz Michalczewski śpiewa główną partię wokalu.

## Skład zespołu
- Jan Borysewicz – gitara solowa
- Janusz Panasewicz – śpiew
- Kuba Jabłoński – perkusja
- Krzysztof Kieliszkiewicz – bas
- Andrzej Łabędzki – gitara

gościnnie:
- Dariusz Michalczewski – chórki, wokal